# Пизињано (Равена)
Пизињано (итал. Pisignano) је насеље у Италији у округу Равена, региону Емилија-Ромања.
Према процени из 2011. у насељу је живело 1208 становника. Насеље се налази на надморској висини од 5 м.